# Bernhard Wilhelm von Bülow
Bernhard Wilhelm von Bülow, född 19 juni 1885 i Potsdam, död 21 juni 1936 i Berlin, var en tysk diplomat. Han var statssekreterare vid Auswärtiges Amt från 1930 till 1936. Han var brorson till Bernhard von Bülow.
Bernhard Wilhelm von Bülow började 1911 som diplomat och tjänstgjorde i USA, Turkiet, Grekland och deltog vid fredskonferenserna i Brest-Litovsk och Versailles. 1919 tog han avsked men återinträdde 1923 som föredragande i Nationernas Förbund, blev 1927 chef för den europeiska avdelningen i utrikesdepartementet och blev 1930 statssekreterare. Även efter Nationalsocialisternas maktövertagande behöll von Bülow sin post och verkade för att minska Tysklands motsättningar med utlandet.